# MTV Video Music Awards Latinoamérica 2005
Die vierten MTV Video Music Awards Latinoamérica sollten ursprünglich am 20. Oktober 2005 im Teatro Gran Tlachco in Xcaret, Playa del Carmen, Mexiko verliehen werden. Es sollte die erste Veranstaltung sein, die außerhalb von Miami, Florida stattfand und damit auch die erste, die wirklich in Lateinamerika stattfand. Doch da sich der Hurrikan Wilma der mexikanischen Küste näherte, wurde die Veranstaltung zunächst auf einen früheren Termin am 19. Oktober gelegt. Da die Gefahr aber immer noch bestand, wurde mit dem  22. Dezember ein sehr viel späterer Termin angepeilt.
Jedoch entschied sich MTV um, da sie den Aufwand für zu groß empfanden und strichen die Verleihung ganz aus dem Programm. Stattdessen wurden die Lenguas am 22. Dezember im Rahmen des halbstündigen Specials Por Fin Los Premios MTV 2005 vergeben, bei dem die Gewinner erst im Stile des Formats Punk’d veralbert wurden, um dann ihren Award entgegenzunehmen. Die Moderation übernahm die Band Molotov, die auch bei der eigentlichen Show als Moderatoren aufgetreten wären. Außerdem spielte die Band ein öffentliches Konzert in Playa del Carmen. Am gleichen Tag wurde außerdem ein Special mit dem Namen Lenguas en Vivo: Ganadores en Concierto mit Liveauftritten der beteiligten  Künstler ausgestrahlt. Ein weiteres anderthalb-stündiges Special mit dem Titel El Show que Wilma se Voló zeigte die ursprünglichen Planungen für die Verleihung.
Mit vier Awards wurde die Sängerin Shakira ausgezeichnet, die mit sechs Nominierungen auch die Nominierungsliste anführte.

## Gewinner und Nominierte
Die Nominierungen wurden am 1. September 2005 verkündet. Die Gewinner sind fett markiert.

### Artist of the Year
Shakira
- Café Tacuba
- Diego Torres
- Juanes
- Miranda!

### Video of the Year
Shakira (featuring Alejandro Sanz) – La Tortura
- Juanes – La Camisa Negra
- Miranda! – Don
- Molotov – Amateur
- Shakira – No

### Best Male Artist
Juanes
- Alejandro Sanz
- Daddy Yankee
- Diego Torres
- Tiziano Ferro

### Best Female Artist
Shakira
- Andrea Echeverri
- Belinda
- Ely Guerra
- Paulina Rubio

### Best Group or Duet
Reik
- Café Tacuba
- La Ley
- Miranda!
- Molotov

### Best Pop Artist
Shakira
- Belinda
- Diego Torres
- Julieta Venegas
- Reik

### Best Rock Artist
Juanes
- Babasónicos
- Catupecu Machu
- Lucybell
- Moderatto

### Best Alternative Artist
Miranda!
- Andrea Echeverri
- Belanova
- Molotov
- Natalia y La Forquetina

### Best Independent Artist
Panda
- La Etnnia
- Los Natas
- Pornois
- Thermo

### Best Pop Artist – International
Gwen Stefani
- Ashlee Simpson
- Backstreet Boys
- Hilary Duff
- Kelly Clarkson

### Best Rock Artist – International
Green Day
- Coldplay
- Foo Fighters
- Good Charlotte
- Simple Plan

### Best Hip-Hop/R&B Artist – International
The Black Eyed Peas
- 50 Cent
- Beastie Boys
- Missy Elliott
- Eminem

### Best New Artist – International
My Chemical Romance
- Ashlee Simpson
- Gwen Stefani
- Kelly Clarkson
- The Killers

### Best Artist – North
Reik
- Belanova

- Café Tacuba
- Moderatto
- Molotov

### Best New Artist – North
Reik
- Delux
- Elli Noise
- Mariana Ochoa
- Thermo

### Best Artist – Central
Shakira
- Andrea Echeverri

- Juanes
- Kudai

- La Ley

### Best New Artist – Central
Andrea Echeverri
- Ciudad Satélite
- La Etnnia
- Kudai
- Los Píxel

### Best Artist – South
Miranda!
- Árbol
- Babasónicos
- Bersuit Vergarabat
- Catupecu Machu

### Best New Artist – South
Bahiano
- Cuentos Borgeanos
- Flavio y La Mandiga
- Lourdes
- Luciano Supervielle

## Auftritte

### Por Fin Los Premios MTV 2005
- Molotov – Mamar

### Lenguas en Vivo: Ganadores en Concierto
- Reik – Que Vida La Mía and Yo Quisiera
- Miranda! – Don
- Panda – Cita En El Quirófano
- Juanes – La Camisa Negra and Dámelo